# 開口率
開口率（かいこうりつ、aperture ratio）とは、光学での光の透過割合や工学での面積当りの開口部の割合、又は流体が通過できる流量の割合を表す。建築分野でも独自の意味を持っている。

## 光学
光学分野での開口数（numerical aperture; NA）を表す場合がある。
また、入射した光量と出射した光量との割合である「透過率」を指すこともあり、何も遮蔽物がなければ開口率（透過率）は100%となり、全ての光線を遮れば0%となる。CD/DVD/BDの光ピックアップの性能が表現される。

## 工学
工学分野では、光学や流体力学、あるいは建築分野以外での用法として、「面積当りの開口部の割合」という物理的な形状を表現するのに使用される。
画像表示装置などの液晶パネルや、CCDやCMOSイメージセンサなどの撮像素子といった、多様な電子装置内での光学的な要素も含む電子部品の開口部の割合を表すのに用いられる。電子部品中での光路は光を通さない電子回路や支持構造によって阻害され影となってしまうため、光が通過できる開口部は制約を受ける。通常は平面的な計測量として、全面積、又は対象となる部分の単位面積当りの開口部の割合で表される。この場合の光路の透明度は基本的に関係しない。例えば、液晶パネルでは、1画素、または1サブ画素での光を通す部分と遮る部分の比率を示す。最新の電子部品では、面積当りの開口部の割合を示す用法ばかりでなく、光学的な光量変化の割合を示す場合も混在して用いられているので注意が求められる。
また別に、これらの電子部品では光の透過する割合は「透過率」で表現して、開口率は光線が通過する経路の物理形状だけを意味する。
電気工学分野での信号波形を分析する手法の1つ「アイパターン」でもアイの開き具合を示すのに開口率として表現される。

## 流体
流体への特性を表現する場合には、ある面積に対する流路面積の比率を示す。工学での「面積当りの開口部の割合」と同じである。

## 建築
建築分野では、「単純開口率」と「方位別開口比」として表現されている。部屋の採光や強度の目安として用いられる。開口部とは窓や出入口、通気口などを指す。
単純開口率
居室の外壁または屋根に設けられた開口部の面積の床面積に対する割合
方位別開口比
居室の外壁または屋根に設けられた開口部の面積の各方位ごとの比率